# Phil Thornalley
Phil Thornalley, né Philip Carden Thornalley le 5 janvier 1960 à Worlington dans le Suffolk, est un producteur, auteur-compositeur et musicien (notamment bassiste) britannique. Il est connu pour avoir fait partie du groupe The Cure.
Phil Thornalley commence à travailler dans le milieu de la musique en 1978 comme assistant ingénieur du son aux RAK Studios à Londres avec le producteur Mickie Most. Il participe à ce poste aux enregistrements des albums Back to the Egg des Wings, The Scream de Siouxsie and the Banshees et All Mod Cons de The Jam.
On le retrouve comme ingénieur du son sur le premier album homonyme de The Psychedelic Furs et sur le second, Talk Talk Talk, produit par Steve Lillywhite.
Devenu producteur, il travaille avec The Cure pour leur album Pornography en 1982.
Après le départ de Simon Gallup, il se propose pour remplacer celui-ci au sein du groupe, où il joue de la basse et des claviers de l'été 1983 à 1985, notamment sur le single The Lovecats (inclus dans la compilation Japanese Whispers) et l'album enregistré en public lors de la tournée mondiale de 1984, Concert: The Cure Live.
Il est absent de l'enregistrement de The Top car au même moment il est occupé au poste d'ingénieur du son sur le disque Seven and the Ragged Tiger de Duran Duran.
En 1984, il obtient une nomination aux Grammy Awards pour son travail à ce même poste sur l'album Into the Gap des Thompson Twins, avec qui il avait déjà travaillé en 1982 et en 1983 (albums Set et Quick Step and Side Kick).
Par la suite, Phil Thornalley se lance comme chanteur en publiant un album solo en 1988 intitulé Swamp, puis il remplace le chanteur du groupe Johnny Hates Jazz avec qui il enregistre le disque Tall Stories en 1991, mais sans succès.

Après cette expérience, il se concentre sur la production ainsi que l'écriture et la composition pour d'autres artistes. Il est un des compositeurs du titre Torn qui, interprété par Natalie Imbruglia, devient un tube en 1997.

Thornalley écrit également pour Bryan Adams, Melanie C, Ronan Keating ou encore Pixie Lott dont les deux premiers singles, Boys and Girls et Mama Do (Uh Oh, Uh Oh) qu'il a coécrits et produits, ont atteint successivement la première place des charts en Grande-Bretagne en 2009.